# Бан (грузинська літера)
Бан (груз. ბანი) — друга літера грузинської абетки.
Приголосна літера. Вимовляється як українська [ б ] (МФА  [b]). За міжнародним стандартом ISO 9984 транслітерується як b.

## Історія
| Асомтаврулі | Нусхурі | Мхедрулі |
| ----------- | ------- | -------- |
|             |         |          |

## Юнікод
- Ⴁ : U+10A1
- ბ : U+10D1